# منطقة وصاية بيمالانغ
منطقة وصاية بيمالانغ (بالإندونيسية: Kabupaten Pemalang)‏ هي منطقة وصاية تقع في مقاطعة جاوة الوسطى بإندونيسيا. يقدر عدد سكانها في 2015 بـ 1,457,090 نسمة ومساحتها 1,118.03 كم2. عاصمتها Pemalang ‏.